# Erasmus Alberus
Erasmus Alberus, eigentl. Alber (* um 1500 in Bruchenbrücken; † 5. Mai 1553 in Neubrandenburg) war ein deutscher evangelischer Theologe, Reformator und Verfasser von Kirchenliedern und Fabeln.

## Leben

### Jugend und Studium
Alberus wurde als Sohn des katholischen Priesters Tilemann Alber in Bruchenbrücken (heute Stadtteil von Friedberg (Hessen)) geboren, der später konvertierte und erster protestantischer Pfarrer in Engelrod wurde. Nach seiner Schulzeit (Lateinschulen in Nidda und Weilburg) begann Alberus zunächst ein humanistisches Studium in Mainz und immatrikulierte sich 1520 an der Universität Wittenberg, um Theologie zu studieren. Hier gehörten unter anderem Martin Luther und Andreas Bodenstein zu seinen Lehrern. Anfänglich begeistert von den Ideen Bodensteins, wurde er schließlich einer der leidenschaftlichsten Vertreter des Luthertums.

### Wanderleben
Nach dem Studium unterrichtete Alberus erst ab 1522 in Büdingen, wo er eine Lateinschule gründete und seine Frau Katharina heiratete, und 1522–1527 an der kurz zuvor gegründeten Lateinschule in Oberursel, dann in Eisenach. 1528 wurde er Pfarrer in Sprendlingen, wo er bis zum Tod seiner Frau 1536 lebte und, wie im Herzogtum Küstrin, die Reformation einführte. Von 1539 an führte Alberus eine Art Wanderleben: Kurzen Aufenthalten in Marburg und Basel schlossen sich Pfarrposten in Rothenburg ob der Tauber und in der Wetterau an. Ende 1541 wurde Alberus Pfarrer und Superintendent in der St. Katharinenkirche in der Neustadt Brandenburg (heute Brandenburg an der Havel). Auf Betreiben des dortigen Magistrates wurde er bereits ein Jahr später wieder entlassen. Ob sein Protest gegen die schlechte Bezahlung der Pfarrer der wahre Grund für seine Entlassung war, ist umstritten.
In seiner Brandenburger Zeit war Alberus bei einer Visitation des Franziskaner-Klosters in der Altstadt Brandenburg zugegen. Dort entdeckte er eine Schrift aus dem 14. Jahrhundert, die ihn veranlasste, eine Streitschrift gegen die Franziskaner zu verfassen: „Der Barfüsser Münche Eulenspiegel und Alcoran“. Dieses Werk, das sehr populär und in mehrere Sprache übersetzt wurde, gehört bis heute zu den frühesten Belegen der Rezeption der Geschichten von Till Eulenspiegel.
1543 wurde Alberus in Wittenberg zum Doktor der Theologie promoviert. Nach dem Auslaufen seines Anstellungsvertrages in Staden (heute Ortsteil von Florstadt) erhielt er 1544 bei Graf Philipp IV. von Hanau-Lichtenberg in Babenhausen eine Anstellung, um im Amt Babenhausen der Grafschaft Hanau-Lichtenberg die Reformation durchzuführen. Wieder geriet Alberus mit seinem Dienstherrn aneinander. Hauptauslöser des Streits war Alberus' Kritik am Umgang des Grafen Philipp IV. mit dessen Tante Margaretha (* 1486; † 6. August 1560 in Babenhausen). Sie war Nonne im Kloster Marienborn gewesen und wegen eines „Fehltritts“ bis zu ihrem Lebensende im Schloss Babenhausen interniert. Alberus kritisierte, dass der Graf sie so isoliert habe, dass sie nicht einmal geistlichen Beistand erhalte. Damit traf er offensichtlich einen wunden Punkt bei seinem Landesherren: Es kam zu einem Prozess und zu Alberus' erneutem Ausscheiden aus einem Pfarramt. Er flüchtete nach Wittenberg und fand Aufnahme bei Luther und Philipp Melanchthon.
1548 ging er nach Magdeburg und wurde in den folgenden Jahren auf Seiten der Gnesiolutheraner, neben Matthias Flacius, einer der schärfsten Wortführer gegen das Augsburger Interim und die Leipziger Artikel. Die Folge war wiederum die Entlassung aus dem Dienst (1551), diesmal angestrengt durch Moritz von Sachsen, den er in Pamphleten scharf angegriffen hatte.

### Tod und Nachruhm
Nach Aufenthalten in Hamburg und Lübeck wurde Alberus 1552 vom mecklenburgischen Herzog Johann Albrecht I. als erster Superintendent des Kirchenkreises Stargard nach Neubrandenburg in den Südosten des Landes entsandt. Alberus trat das Amt erst im März 1553 an, sieben Wochen vor seinem Tod. Mitten in erneuten Streitigkeiten, diesmal mit dem Magistrat der Stadt, der sich vom Herzog übergangen fühlte, starb Erasmus Alberus am 5. Mai 1553 an einer Halserkrankung.
Auf der Auferweckung des Lazarus von Lucas Cranach in der Evangelischen Kirche von Nordhausen ist unter den Zuschauern auch Erasmus Alberus zu finden, etwas verdeckt hinter Martin Luther. Wilhelm Raabe machte Alberus in seinem Roman Unseres Herrgotts Kanzlei zu einer der Hauptpersonen.

## Werk

### Gedichte, Satiren, Fabeln
In seinen Gedichten und Satiren vertrat Alberus, wie in seinen zahlreichen Pamphleten und Traktaten, vehement die Thesen Martin Luthers gegen die katholische Kirche und stellte sich klar auf die Seite der Gnesiolutheraner um Andreas Osiander und Matthias Flacius.
Seine Fabeldichtung gilt als bedeutende literarische Leistung des 16. Jahrhunderts. Bereits zu Alberus' Lebzeiten inspirierte sie Literaten wie Hans Sachs. Ausgehend von der äsopischen Fabel gestaltete Alberus kurze Dialoge, deren Moral er reformatorisch, pädagogisch und polemisch erweiterte und durch die Schilderung eigener Erlebnisse und Beschreibungen der heimatlichen Landschaft bereicherte.
Alberus' Gedicht Gott hat das Evangelium wurde von Johann Sebastian Bach vertont (BWV 316).

### Gedichtbeispiel
O Jesu Christ, wir warten dein
O Jesu Christ, wir warten dein,
dein heilges Wort leucht uns so fein.
Am End der Welt bleib nicht lang aus
und führ uns in deins Vaters Haus.
Du bist die liebe Sonne klar,
wer an dich glaubt, der ist fürwahr
ein Kind der ewigen Seligkeit,
die deinen Christen ist bereit.
Wir danken dir, wir loben dich
hier zeitlich und dort ewiglich
für deine Barmherzigkeit
von nun an bis in Ewigkeit.

## Werke

### Kirchenlieder
- Ihr lieben Christen, freut euch nun (EG 6/EKG 3)
- Mein Seel, o Herr, muss loben dich (EG 308)
- Steht auf, ihr lieben Kinderlein (EG 442/EKG 338)
- Wir danken Gott für seine Gaben (EG 458/EKG 372)
- Christe, du bist der helle Tag (EG 469/EKG 354)

### Fabeln
- Etliche Fabel Esopi, verdeutscht und in Reime gebracht. Hagenau, 1534
- Das Buch von der Tugend und der Weisheit, nämlich 49 Fabeln. Frankfurt a. M., 1550 (2. Auflage der Fabel Esopi.)

### Lateinische Schriften
- Iudicium Erasmi Alberti de Spongia Erasmi Roterodami. 1524
- Praecepta morum utilissima oder Beleuchtungen der Zehn Gebote durch Bibelstellen und Stellen aus kirchlichen und weltlichen Schriftstellen in deutschen Reimen. 1536 (2. Auflage 1537; 3. Auflage 1545/48)
- Novum Dictionarii Genus. Frankfurt a. M., 1540 (Erstes deutsches Wörterbuch und Reimlexikon) (Digitalisat)
- Virtutes comitis. 1545

### Satiren, Traktate und Pamphlete
- Eyn gut buch von der Ehe was die Ehe sei, was sie guts mit sich bringe, wie eyn weib geschickt sein soll, die eyner zu d' Ehe nehmen will. 1536. (Digitalisat)
- Der Barfüßer Mönche Eulenspiegel und Alkoran. Wittenberg, 1542 (Mit Vorrede Luthers) (Digitalisat)
- Dialog oder Gespräch etlicher Personen vom Interim. Gegler, Augsburg 1548. (Digitalisat)
- Vermahnung an die christliche Kirche im Sachsenland. 1549
- Den Kindern zu Hamburg. 1551
- Widder das Lesterbuch des hochfliehenden Osiandri/ darinnen er das Gerechte Blut vnsers Herrn Jesu Christi verwirfft/ als vntüchtig zu vnser Gerechtigkeit. Löw, Hamburg 1551.
- Kurze Beschreibung der Wetterau. 1552 (In: Vom Basilisken zu Magdeburg, Bl. E1-E4; Digitalisat)
- Christlicher nützlicher und nohtwendiger Tractat und Bericht Von der Kinder Tauff wider den Irrthumb und falsche Lehre der Schwermer die fürgeben, Kinder von gleubigen Eltern geboren sein heilig auch vor und ohn die Tauff, Item, Vom Trost. 1555
- Wider die verfluchte Lehre der Carlstader, und alle fürnehmsten Häupter der Sacramentirer, Rottengeyster, Widderteuffer, Sacramentlesterer, Eheschender, Musicaverechter, Bildstürmer, Feiertagfeinde und Verwüster aller guten Ordnung. 1556 (2. Auflage 1594) (Digitalisat)